# Última entrega
Última entrega (títol original en anglès, Paradise Highway) és una pel·lícula de thriller del 2022 escrita i dirigida per Anna Gutto en el seu primer llargmetratge i protagonitzada per Juliette Binoche, Frank Grillo i Morgan Freeman. La pel·lícula es va estrenar als cinemes i a la carta als Estats Units a càrrec de Lionsgate el 29 de juliol de 2022. La pel·lícula també es va projectar al Festival de Locarno l'agost de 2022. S'ha subtitulat al català.

## Producció
La pel·lícula és una coproducció internacional entre els Estats Units, Alemanya i Suïssa, produïda per Grindstone Entertainment Group i Silver Reel. Van confirmar el repartiment principal de Juliette Binoche, Frank Grillo i Morgan Freeman el juliol de 2021.
El rodatge es va produir a Jackson i Clarksdale (Mississipi), el juliol de 2021. El rodatge també va tenir lloc a Brookhaven, (Mississipi).
L'agost de 2021, la pel·lícula entrava a la fase de postproducció. L'octubre de 2021, es va anunciar que Lionsgate va adquirir els drets de distribució d'Amèrica del Nord de la pel·lícula.